# Тюкаши
Тюкаши — посёлок в Тетюшском районе Татарстана. Входит в состав Большетарханского сельского поселения.

## География
Находится в юго-западной части Татарстана на расстоянии приблизительно 31 км на юго-юго-запад по прямой от районного центра города Тетюши в 2 км от Куйбышевского водохранилища.

## История
Основан в 1930-х годах. Первоначальное название Кзыл-Юлдуз. Ныне имеет дачный характер.

## Население
Постоянных жителей насчитывалось в 1949 году — 167, в 1958 — 113, в 1989 — 10. Постоянное население не было учтено как в 2002 году, так и в 2010.